# Mishmisnårtimalia
Mishmisnårtimalia (Spelaeornis badeigularis) är en mycket liten fågel i familjen timalior som endast förekommer i ett litet område i nordöstra Indien.

## Utseende
Mishmisnårtimalian är en mycket liten (9 cm) fågel med vitt på hakan och mörkt rostbrun, streckad strupe. Resten av underidan är mörk med vitaktiga fjäll, särskilt på flankerna, medan ovansidan är brun. Näbben är liten och svart. Liknande roststrupig snårtimalia har rostorange strupe utan mörka streck, mindre vitt på hakan och gråare örontäckare samt brunare fjällning på buk och flanker.

## Utbredning och systematik
Fågeln förekommer i nordöstra Indien, i Mishmi Hills i östra Arunachal Pradesh. Den behandlas som monotypisk, det vill säga att den inte delas in i några underarter. Tidigare har den behandlats som underart till roststrupig snårtimalia (Spelaeornis caudatus), men urskiljs idag vanligen som egen art.

## Status och hot
Mishmisnårtimalian är endast känd från ett enda område. Den anses därför vara hotad av internationella naturvårdsunionen IUCN som placerar den i kategorin sårbar. Dock verkar arten kunna anpassa sig till av människan påverkade mijöer och kan vara mer spridd än vad man vet i nuläget. Världspopulationen uppskattas till mellan 1500 och 7000 vuxna individer.

## Levnadssätt
Arten hittas i tät och låg undervegetation i ungskog i bergstrakter på mellan 1700 och 2400 meters höjd. Den håller sig nära marken där den födosöker efter insekter. Dess häckningsbiologi är okänd.

## Namn
Mishmi är en folkgrupp i delstaten Arunachal Pradesh i nordöstra Indien, på gränsen till Tibet, tillika namnet på ett bergsområde i samma delstat (Mishmi Hills).